# زمین‌لرزه ۲۰۰۹ نیوزیلند
زمین‌لرزه زلاند نو  در تاریخ ۱۵ ژوئیه ۲۰۰۹ میلادی، برابر با ‎۲۴ تیر ۱۳۸۸، ساعت ۰۹:۲۲:۲۹٫۰۳ به زمان یوتی‌سی در زلاند نو ، منطقه جزیره جنوبی رخ داد.ژرفای این زلزله ۱۲ کیلومتر بود. بزرگی آن ۷٫۸ در مقیاس Mw بدست آمده‌است.
زمین‌لرزه هیچ کشته‌ای نداشته است.